# Tapps-tó
A Tapps-tó (angolul Lake Tapps) az Amerikai Egyesült Államok Washington államának Pierce megyéjében elhelyezkedő víztározó, amely 350 ezer háztartás és 20 ezer vállalkozás vízszükségletét biztosítja. A tározó kezelője az öt King megyei város (Bellevue, Issaquah, Kirkland, Redmond és Tukwila), valamint két közműszolgáltató (Sammamish Plateau Water és Skyway Water & Sewage District) együttműködésével létrejött Cascade Water Alliance.
A szervezet vállalása szerint 50 évig biztosítja, hogy a tározó tele legyen. A tó Auburn, Bonney Lake, Buckley és Sumner vízigényét, továbbá a halak vándorlását lehetővé téve a muckleshoot és puyallup indiánok halászati lehetőségét biztosítja.
A Buckley közelében kialakított terelőgát a Fehér-folyó vizét a Tapps-tavon át a Dieringer vízerőműhöz vezeti; ugyan utóbbi áramot már nem termel, az infrastruktúrát nem bontották el.
Ősz és tavasz között a tározó vízszintjét karbantartás miatt csökkentik, továbbá ezzel a gátakat megvédik az erős szelektől.
A tó környezetére gyakran önálló településként tekintenek, azonban részben Bonney Lake-hez, részben pedig Auburnhöz tartozik.

## Fordítás
Ez a szócikk részben vagy egészben  a   Lake Tapps című angol Wikipédia-szócikk ezen változatának fordításán alapul.  Az eredeti cikk szerkesztőit annak laptörténete sorolja fel. Ez a jelzés csupán a megfogalmazás eredetét és a szerzői jogokat jelzi, nem szolgál a cikkben szereplő információk forrásmegjelöléseként.